# خنو خاکستری
خنو خاکستری یکی از ماهیان است.
اندازه : حداکثر اندازه بدن ۱۰۰ سانتیمتر و به‌طور متوسط ۴۵ سانتیمتر می‌باشد.
مشخصات: دهان کوچک، لبها ضخیم، زیر چانه دارای ۶ سوراخ، باله پشتی دارای ۹ تا ۱۰ شعاع سخت و ۲۱ تا ۲۶ شعاع نرم، باله مخرجی دارای ۳ شعاع سخت و ۷ شعاع نرم و روی خط جانبی دارای ۲۸ تا ۱۱۷ عدد فلس می‌باشد و بدن به جز پوره از فلسهای شانه‌ای پوشیده شده‌است. رنگ بدن در انواع جوان دارای نوارهای طولی سیاه رنگ و در بالغین دارای لکه‌های تیره می‌باشد و گاهی بر روی سر و بدن دارای لکه‌های زرد کمرنگ هستند.

## زیست شناسی
در آبهای کم عمق ساحلی و مناطق صخره‌ای تا عمق ۸۰ متری زیست می‌کند و تغذیه آنها از بی مهرگان کفزی و ماهیها صورت می‌گیرد. بین ماهیان بالغ و نابالغ (جوان) تفاوتهایی زیستی وجود دارد به طوری که ماهیان جوان به صورت گروهی نزدیک گیاهان دریایی زیست کرده و از موجودات روی این گیاهان تغذیه می‌نمایند، اما ماهیان بالغ در مناطق صخره‌ای زیست کرده و از میگوها، کرمهای پرتار و خرچنگ ها تغذیه می‌نمایند.

## در ایران
نامهای مورد استفاده در جنوب ایران: خنو
وسایل صید: قلاب دستی، گرگور و ترال کف، رشته قلاب طویل عمقی